# 3250 Martebo
3250 Martebo eller 1979 EB är en asteroid upptäckt 6 mars 1979 av den svenske astronomen Claes-Ingvar Lagerkvist vid Mount Stromlo-observatoriet. Asteroiden har fått sitt namn efter en by på Gotland där upptäckaren brukar tillbringa sin semester.
Den tillhör asteroidgruppen Eos.